# Kelly Evernden
Kelly Evernden (n, 21 de septiembre de 1961 en Gisborne, Nueva Zelanda) es un jugador de tenis de Nueva Zelanda. En su carrera ha conquistado 8 torneos ATP y su mejor posición en el ranking de individuales fue Nº31 en noviembre de 1989 y en el de dobles fue N.º 19 en julio de 1988.

## Títulos (8; 3+5)

### Individuales (3)
| N.º | Fecha                | Torneo                    | Superficie | Oponente en la final | Resultado     |
| --- | -------------------- | ------------------------- | ---------- | -------------------- | ------------- |
| 1.  | 15 de junio de 1987  | Bristol, Gran Bretaña     | Hierba     | Tim Wilkison         | 6–4, 7–6      |
| 2.  | 5 de octubre de 1987 | Brisbane, Australia       | Dura (I)   | Eric Jelen           | 3–6, 6–1, 6–1 |
| 3.  | 2 de enero de 1989   | Wellington, Nueva Zelanda | Dura       | Shuzo Matsuoka       | 7–5, 6–1, 6–4 |

### Finalista (4)
| N.º | Fecha                  | Torneo              | Superficie | Oponente en la final | Resultado                  |
| --- | ---------------------- | ------------------- | ---------- | -------------------- | -------------------------- |
| 1.  | 9 de diciembre de 1985 | Brisbane, Australia | Moqueta    | Paul Annacone        | 6–3, 6–3                   |
| 2.  | 7 de octubre de 1985   | Sídney, Australia   | Hierba     | Henri Leconte        | 6–7(6), 6–2, 6–3           |
| 3.  | 16 de octubre de 1989  | Viena, Austria      | Moqueta    | Paul Annacone        | 6–7(5), 6–4, 6–1, 2–6, 6–3 |
| 4.  | 20 de agosto de 1990   | Schenectady, U.S.   | Dura       | Ramesh Krishnan      | 6–1, 6–1                   |

### Dobles (5)
- 1986 (1) Colonia
- 1987 (1) Brisbane
- 1988 (1) Filadelfia
- 1989 (1) Montreal
- 1990 (1) Wellington